# Justin Frankel
Pour les articles homonymes, voir Frankel (homonymie).
Justin Frankel est un programmeur (informatique) américain né en 1978, il est notamment l'auteur du logiciel Winamp, fondateur de la société Nullsoft et Cockos (en), et développeur des logiciels suivants :
- Gnutella
- SHOUTcast
- NSIS : Nullsoft Scriptable Install System
- NSV : Nullsoft Streaming Video (en)
- WASTE
- Ninjam
- Reaper (Rapid Environment for Audio Production, Engineering, and Recording)